# Bowdon (Dakota del Nord)
Bowdon és una població dels Estats Units a l'estat de Dakota del Nord. Segons el cens del 2000 tenia 139 habitants.

## Demografia
Segons el cens del 2000, Bowdon tenia 139 habitants, 83 habitatges, i 43 famílies. La densitat de població era de 206,4 hab./km².
Dels 83 habitatges en un 4,8% hi vivien nens de menys de 18 anys, en un 44,6% hi vivien parelles casades, en un 6% dones solteres, i en un 47% no eren unitats familiars. En el 45,8% dels habitatges hi vivien persones soles el 33,7% de les quals corresponia a persones de 65 anys o més que vivien soles. El nombre mitjà de persones vivint en cada habitatge era d'1,67 i el nombre mitjà de persones que vivien en cada família era de 2,25.
Per edats la població es repartia de la següent manera: un 7,9% tenia menys de 18 anys, un 2,9% entre 18 i 24, un 16,5% entre 25 i 44, un 19,4% de 45 a 60 i un 53,2% 65 anys o més.
L'edat mediana era de 66 anys. Per cada 100 dones de 18 o més anys hi havia 88,2 homes.
La renda mediana per habitatge era de 22.375 $ i la renda mediana per família de 31.250 $. Els homes tenien una renda mediana de 30.250 $ mentre que les dones 21.250 $. La renda per capita de la població era de 24.843 $. Entorn del 6,5% de les famílies i el 17,2% de la població estaven per davall del llindar de pobresa.

## Poblacions més properes
El següent diagrama mostra les poblacions més properes.